# (4917) Yurilvovia
(4917) Yurilvovia es un asteroide que forma parte del cinturón de asteroides y fue descubierto por el equipo del Observatorio Astrofísico de Crimea el 28 de septiembre de 1973 desde el observatorio homónimo de Naúchni, Crimea.

## Designación y nombre
Yurilvovia recibió inicialmente la designación de 1973 SC6.
Posteriormente, en 1996, se nombró en honor del biólogo soviético Yuri L'vov (1932-1994).

## Características orbitales
Yurilvovia está situado a una distancia media de 2,742 ua del Sol, pudiendo alejarse hasta 3,037 ua y acercarse hasta 2,446 ua. Tiene una inclinación orbital de 3,709 grados y una excentricidad de 0,1079. Emplea 1658 días en completar una órbita alrededor del Sol.

## Características físicas
La magnitud absoluta de Yurilvovia es 12,7 y el periodo de rotación de 1,1 horas. Está asignado al tipo espectral Ld de la clasificación SMASSII.